# Centro (Póvoa de Varzim)

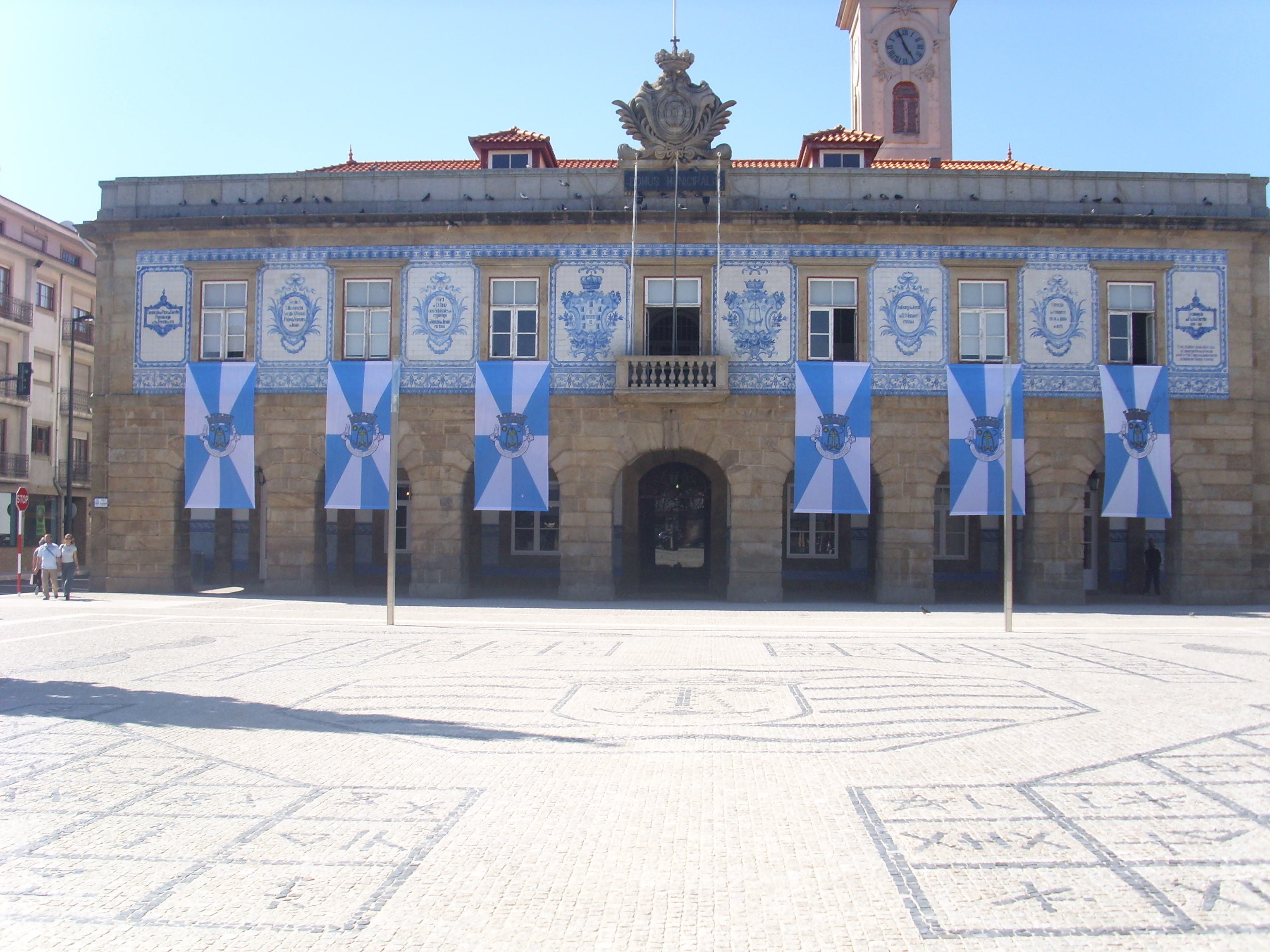
A Câmara Municipal engalanada com bandeiras da Póvoa de Varzim.

O Centro da Póvoa de Varzim, por vezes designado de "Baixa", é o coração da cidade da Póvoa de Varzim em Portugal. É também a principal área comercial e de serviços do município. Centralidade não só da cidade e do Município, mas também de municípios limítrofes. Ocasionalmente, designa-se também por "Centro" toda a freguesia da Póvoa de Varzim.
O centro da cidade está arranjado em volta da Praça do Almada, o centro cívico, e estende-se em todas as direções por um número de quarteirões, incluindo a rua da Junqueira (rua de comércio tradicional), o Passeio Alegre (largo de praia), a avenida Mouzinho de Albuquerque (avenida de serviços) e a Praça Marquês de Pombal (mercado público).
O Centro desenvolve-se no século XVIII, por ordem da rainha D. Maria I, ligando o centro histórico ao bairro piscatório, devido à importância que a Póvoa de Varzim tinha ganho como o principal porto pesqueiro do Norte de Portugal.

## Morfologia urbana

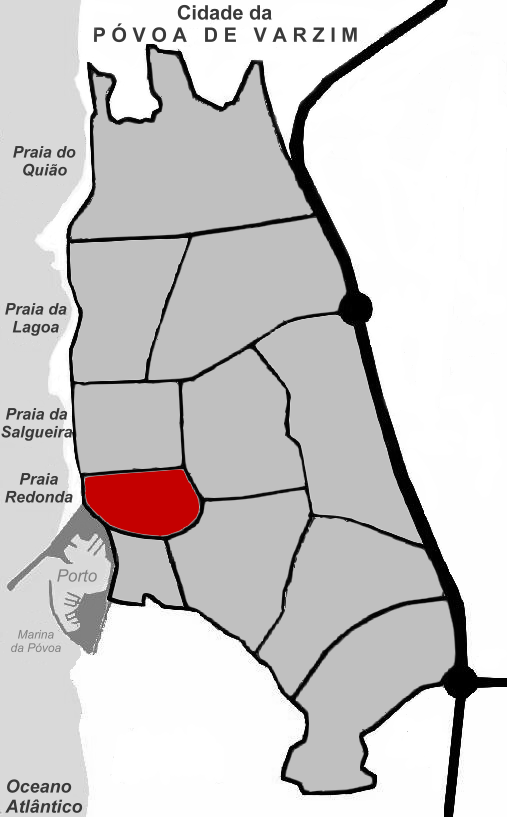
Localização do Centro.

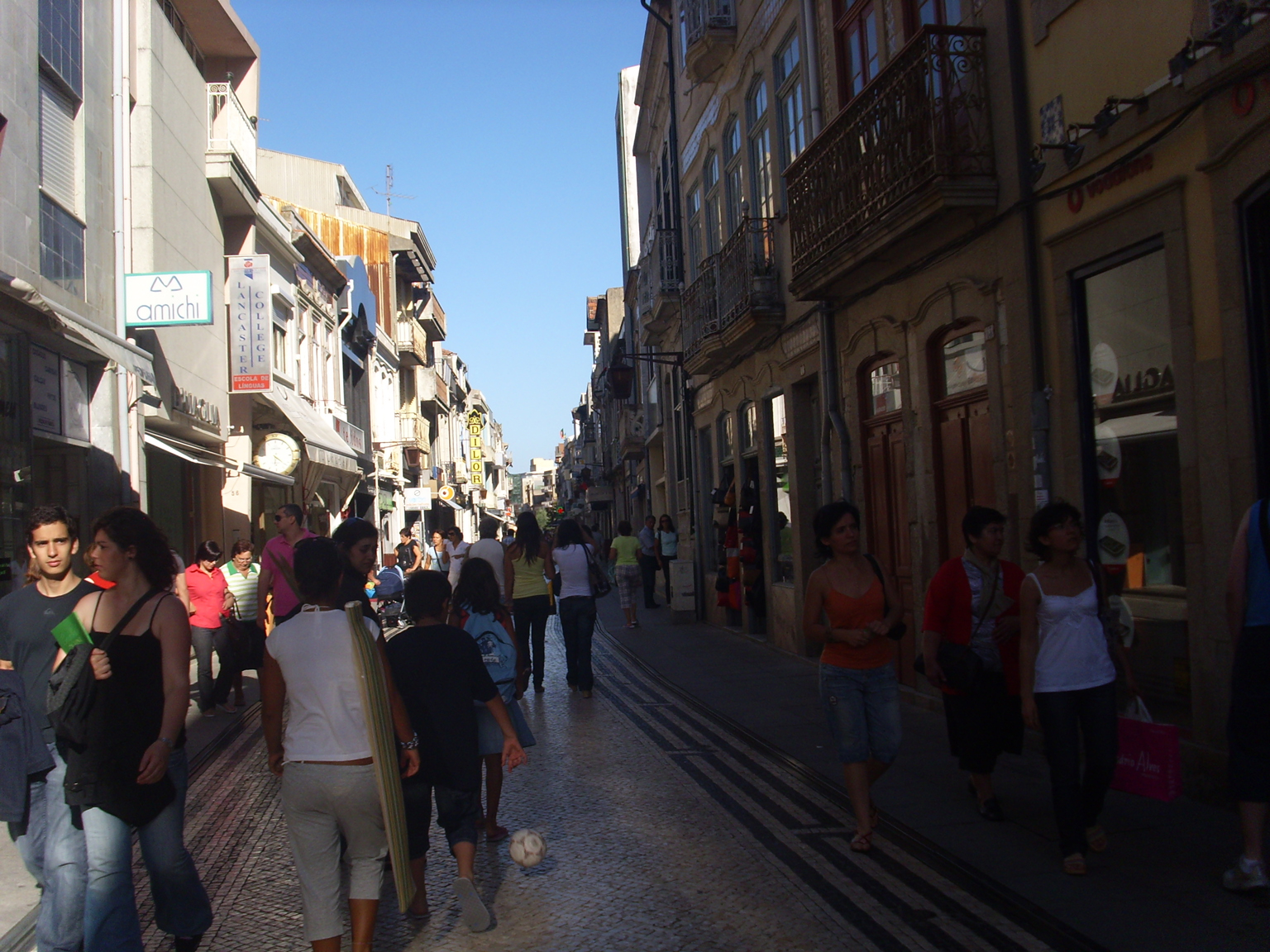
A comercial Rua da Junqueira.

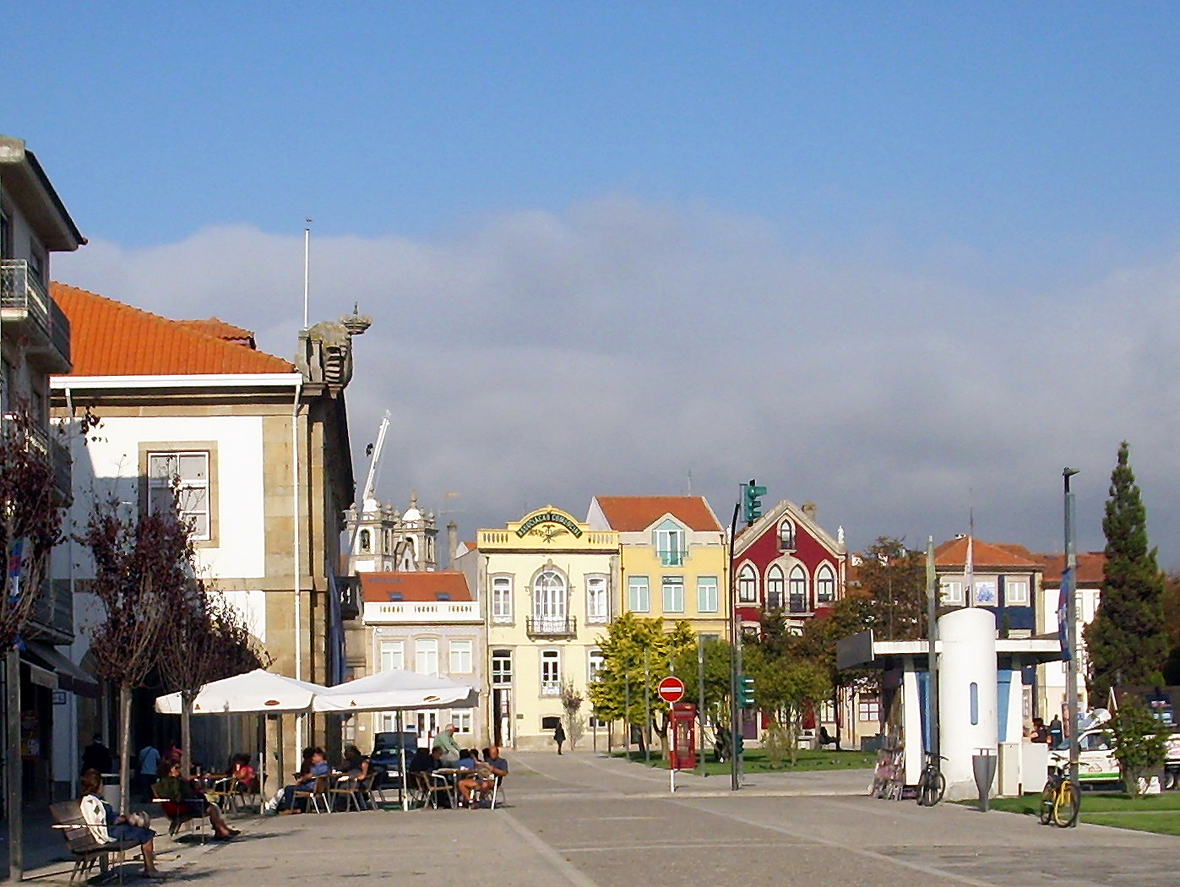
Praça do Almada, o centro cívico.

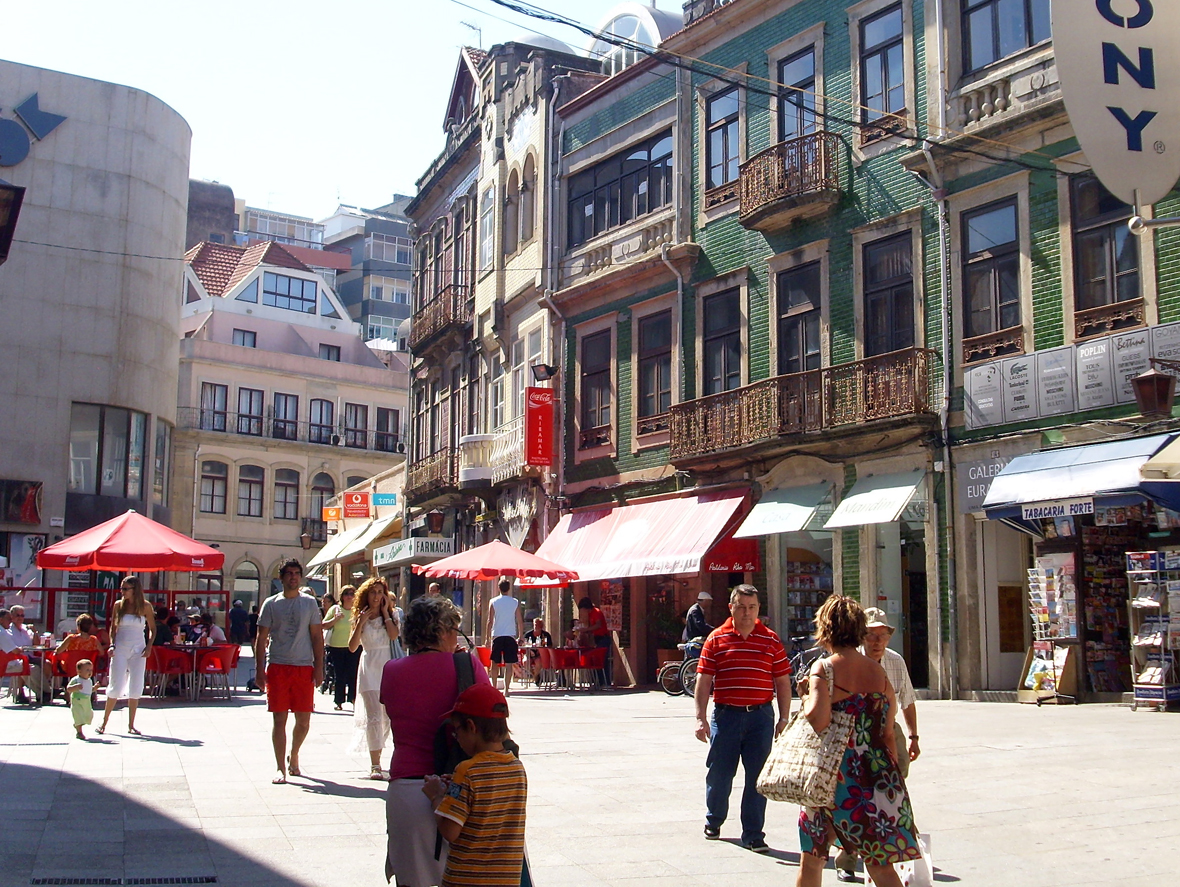
Largo David Alves.

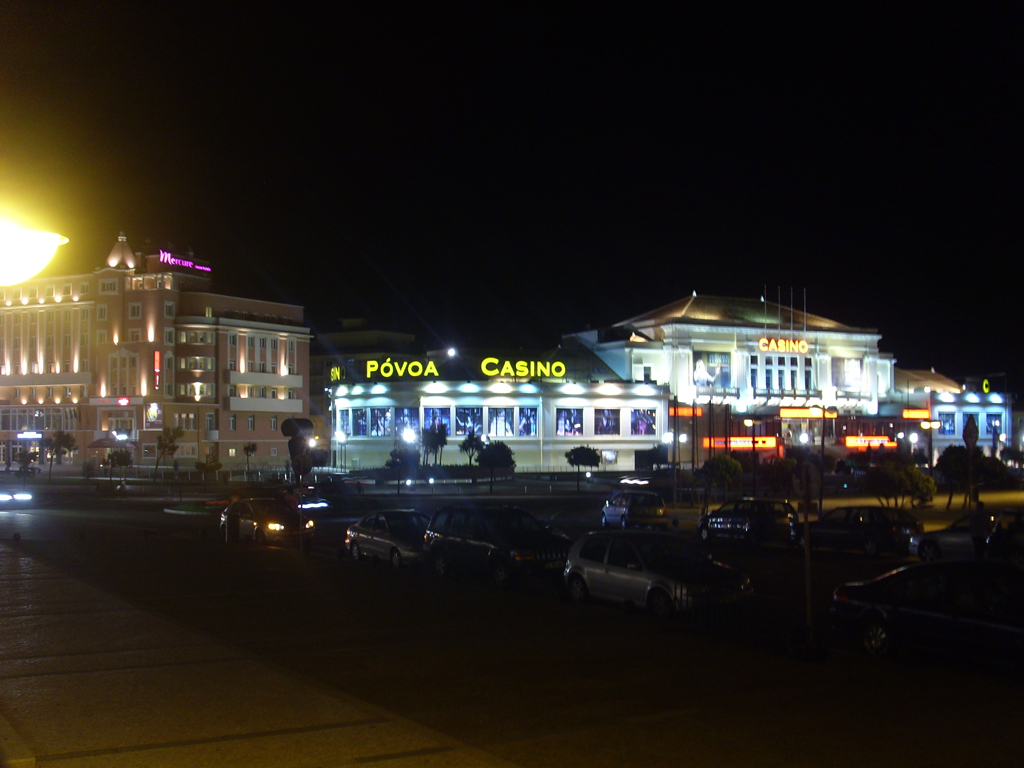
Passeio Alegre, praça de praia.

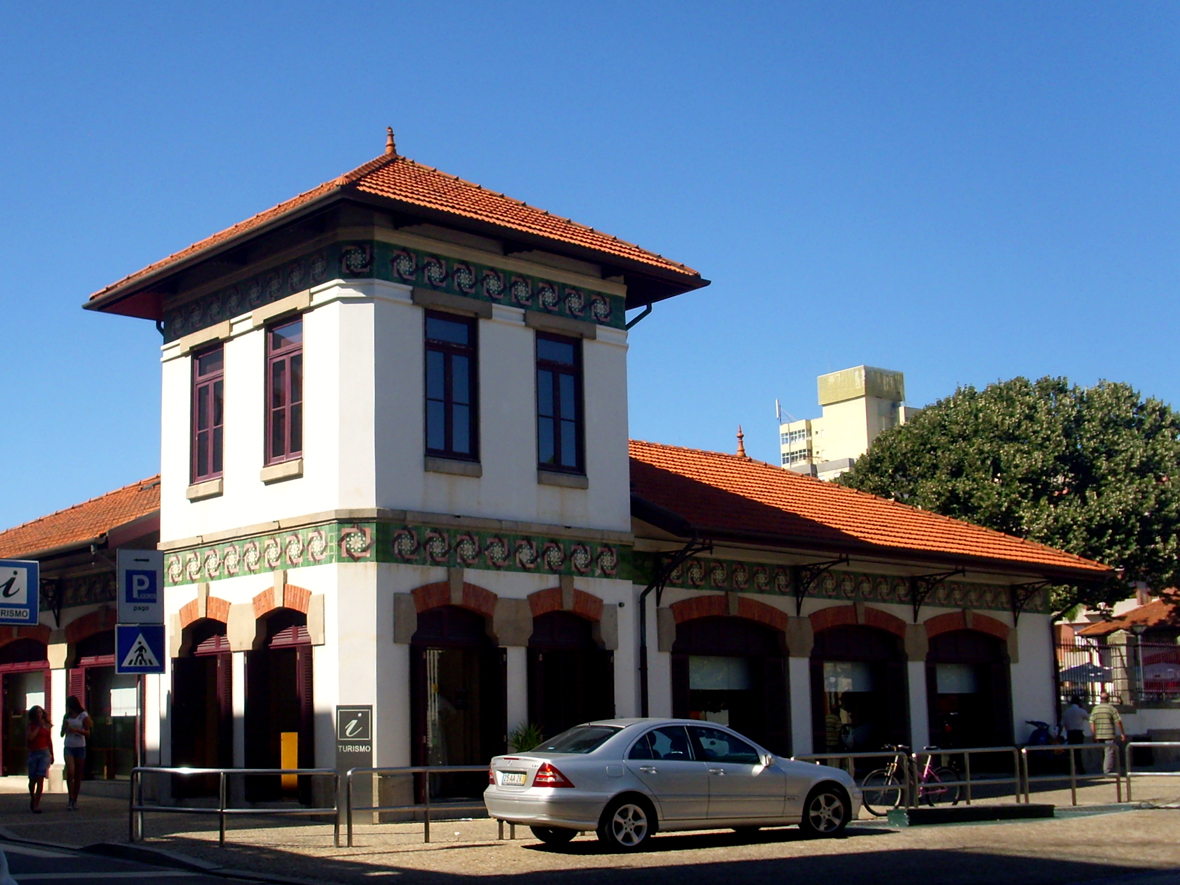
Praça do Marquês, mercado público.

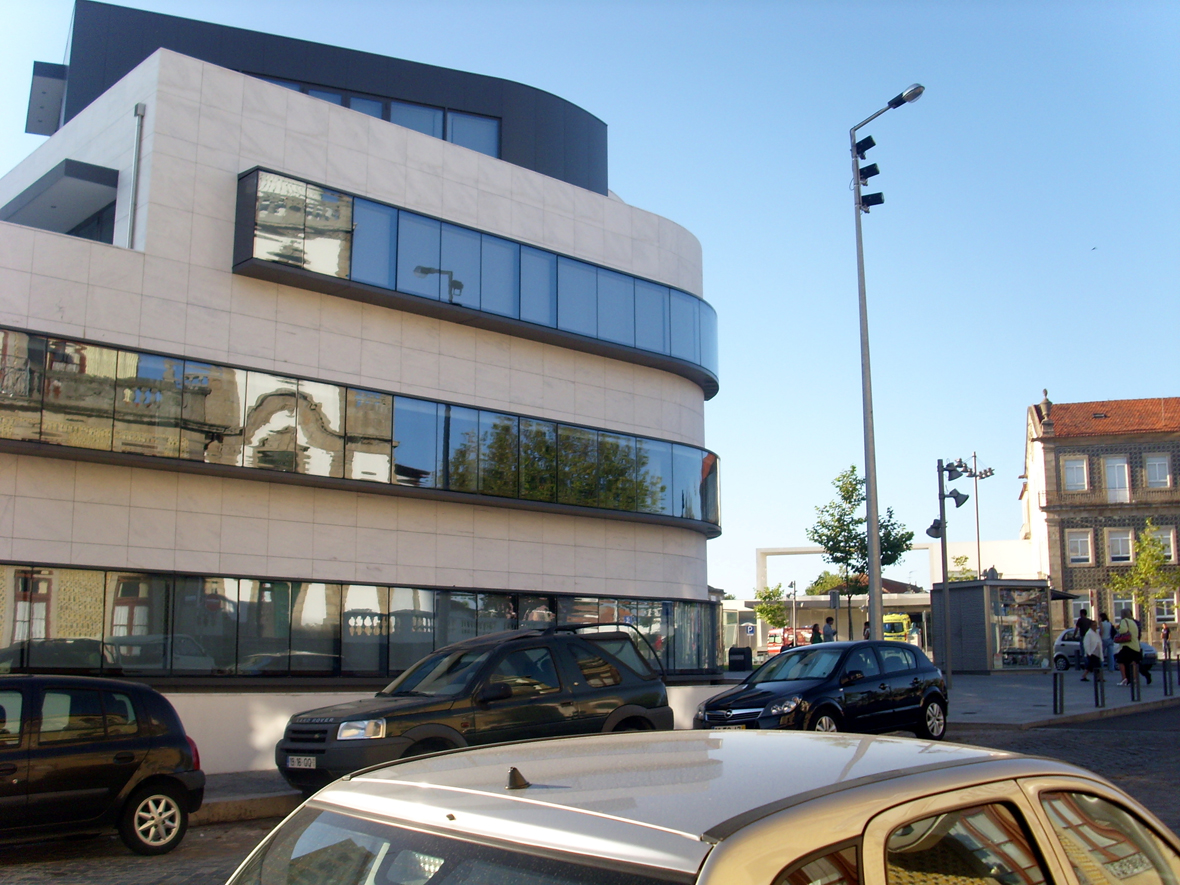
Sede bancária no Largo das Dores.

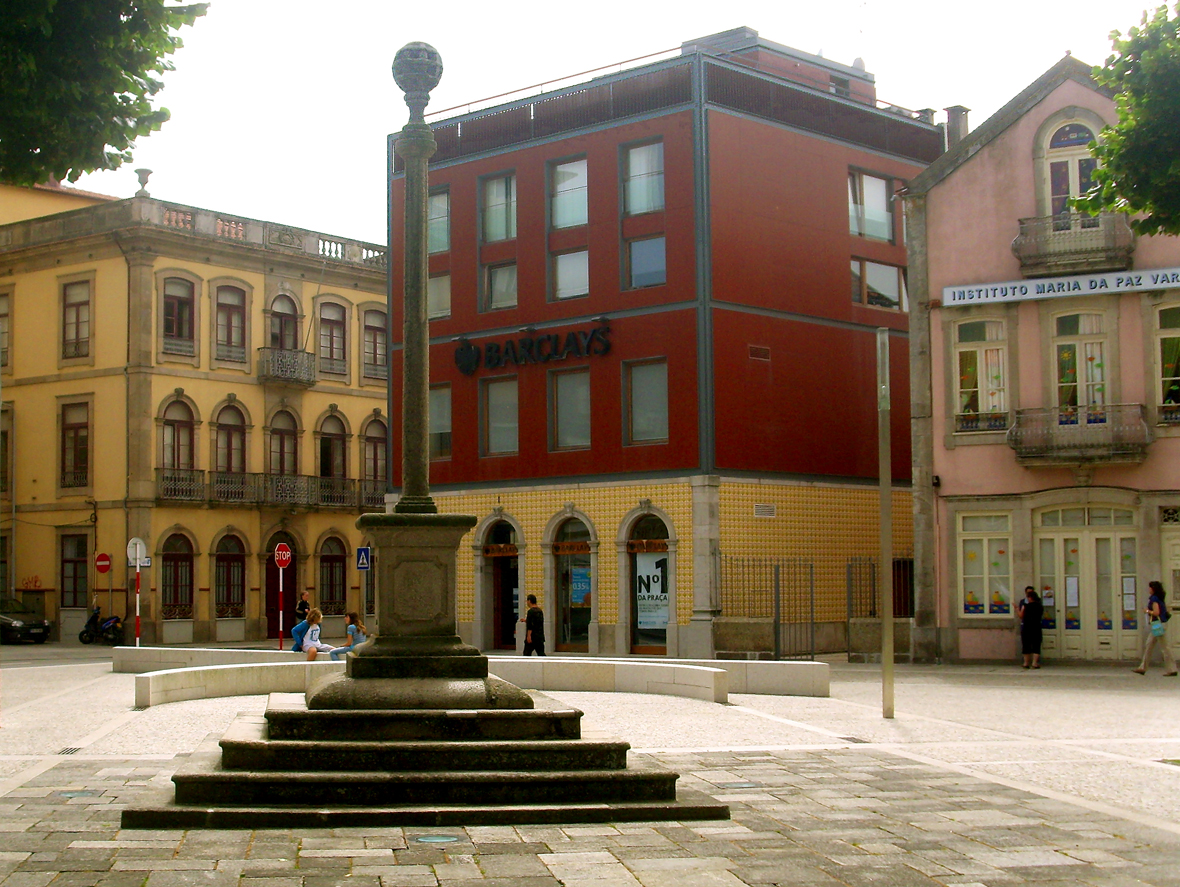
O Pelourinho de 1514 na Praça do Almada.

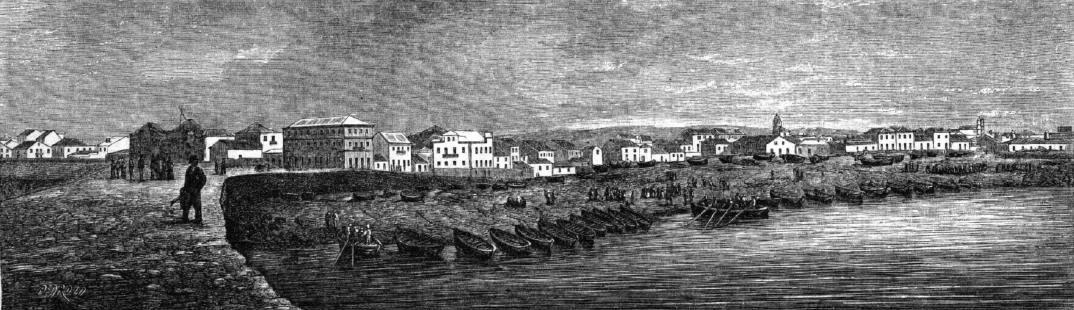
Vista para o Centro da Póvoa de Varzim em meados do século XIX.

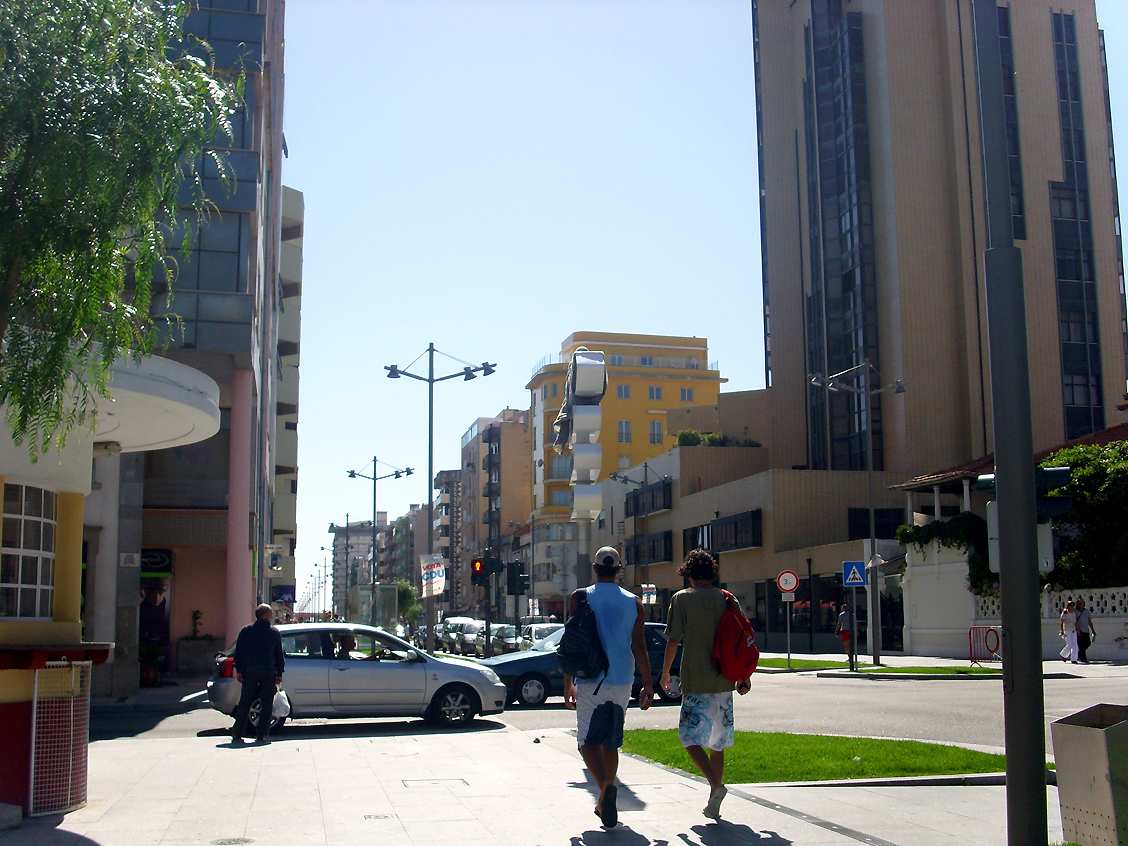
Avenida Mouzinho de Albuquerque.

O Centro da cidade está limitado a norte pelo Bairro Norte, a sul pelo Bairro Sul, a nascente por Barreiros/Moninhas e Matriz/Mariadeira e a poente limita-se pelo Oceano Atlântico pela Praia Redonda.
O centro da Póvoa de Varzim é, em grande parte, pedonal, com o acesso automóvel condicionado em muita da sua extensão.  A Praça do Almada, centro cívico, é uma praça ajardinada de forma oval, cortada pela Estrada Nacional 13 e ladeada por edifícios de traça tradicional. Dominando a parte norte da praça, o edifício da Câmara Municipal (1791)  é de feição neoclássica ao gosto da feitoria inglesa do Porto, visível na arcaria de silharia no andar térreo, obra do engenheiro Reinaldo Oudinot, com azulejaria adicionada em 1908-10 da autoria do pintor belga Joseph Bialman. A poente, no meio da praça encontra-se o pelourinho da Póvoa de Varzim que é monumento nacional erigido em 1514 e representa a emancipação municipal da Póvoa de Varzim. Em frente e na outra parte da praça, situa-se a Estátua a Eça de Queiroz, erigida em 1952, é da autoria do Mestre Leopoldo de Almeida.
Da envolvente da Praça do Almada partem três ruas paralelas em direção à orla costeira: A rua Tenente Valadim, que termina entre o Casino e o Grande Hotel, a rua da Junqueira e a Rua Santos Minho, esta última ligada às artes, onde persiste o antigo edifício do Salão Teatro no seu início e encabeçada pelo oitocentista Teatro Garrett, além de pequenos estúdios de artistas.
Apesar de pedonal, a Junqueira é a mais proeminente e mais antiga das três. A rua da Junqueira, que liga a Praça do Almada à orla costeira, é relatada pela primeira vez em 1694, se bem que achados que datam da época romana tenham sido postos a descoberto em diferentes remodelações da rua. Em 1839, a câmara expressa preocupações urbanísticas devido à popularidade da rua, das mais frequentadas da Póvoa de Varzim, tornou-se ainda nesse século numa plena artéria comercial. Identidade que se mantém vibrante e bem viva, como se comprova pela existência de lojas centenárias.
Acham-se pequenas praças carismáticas ao longo do percurso da Junqueira entre a Praça do Almada e o Passeio Alegre, na orla costeira. A Praça da República e o Largo David Alves.
A Avenida Mouzinho de Albuquerque, apesar de idealizada no século XIX, é uma artéria adaptada aos tempos modernos, ligando o Passeio Alegre ao Largo das Dores, a praça mais interior do Centro. O Largo das Dores é lugar antigo. Ali existiam duas ermidas. Uma das quais, que datava do século XI, foi igreja matriz e onde era venerada Nossa Senhora de Varzim, dos quais os povos mareantes da região depositavam grande fé. Locais sagrados evidenciados pelas duas igrejas existentes no largo: a Igreja da Misericórdia e a Igreja Nossa Senhora das Dores.
Ruas e praças relevantes do Centro:
- Praça do Almada
- Largo das Dores
- Largo David Alves (antigo Largo do Café Chinês)
- Praça Marquês de Pombal
- Passeio Alegre
- Rua da Junqueira
- Avenida Mouzinho de Albuquerque
- Largo Eça de Queiroz (antigo Terreiro de São Sebastião)
- Praça da República (antigo Largo de São Roque)
- Rua Santos Minho
- Rua Caetano de Oliveira
- Rua Paulo Barreto (antiga Rua do Almada)
- Rua Almirante Reis (antiga Rua do Príncipe)
- Rua Tenente Valadim
- Rua Cidade do Porto / Rua Manuel Dias (antiga Rua Formosa)
- Rua Rocha Peixoto (antiga Rua da Silveira)
- Rua José Malgueira (antiga Rua da Senra)
- Rua da Alegria /Rua António Graça (antiga Rua do Norte)
- Rua das Hortas
- Rua Carlos Alberto
- Rua Senhor do Monte
- Rua das Lavadeiras
- Início da Rua dos Ferreiros

## História
O desenvolvimento da Póvoa de Varzim como importante comunidade piscatória no século XVIII leva a que seja feita uma provisão régia por D. Maria I expedida pela rainha em  21 de Fevereiro de 1791, encarregando o Corregedor Francisco de Almada e Mendonça (o Almada) de reestruturar a urbanização da Póvoa de Varzim, nomeadamente a criação de uma praça nova no antigo Largo da Feira, substituindo a pequena Praça Velha em frente aos antigos Paços do Concelho no Bairro da Matriz como centro cívico. "Que no Campo da Calssada se construa huma Praça ampla para os mercados e outros logradouros da Povoação e que nella se construão as obras com cazas alpendoradas, Arvores, e hum chafariz nomeyo tudo na conformidade da Planta designada pello dito Tenente Coronel".  Esse Tenente Coronel era Reinaldo Oudinot. A praça veio também a ligar o Bairro da Matriz, centro histórico, ao Bairro Sul, onde se concentrou a então florescente população piscatória. A praça veio mais tarde a denominar-se Praça do Almada, em honra ao corregedor.
Em volta do Largo do Rego, posteriormente Largo David Alves, aparecem dos mais carismáticos espaços de lazer da Póvoa oitocentista, o Hotel Luso-Brasileiro, o Café Chinês, o Teatro Garrett, etc. Centralizando o largo, o Salão Chinês da Póvoa de Varzim aparece em 1882 que se tornará popular em todo o país e, naturalmente, no mais famoso casino da Póvoa. As elites poderiam ouvir música, ver espectáculos de bailarinas espanholas, tertúlias e jogar roleta e monte.
Antiga zona burguesa por excelência, com a importância comercial e empresarial crescentes da Rua da Junqueira e da Praça do Almada, cujos espaços foram tomandos por actividades terciárias, de tal forma que, hoje, são poucas as pessoas vivem nas zonas mais centrais da cidade.
No Século XIX e sob as visões de David Alves, quando a Póvoa já se tinha transformado numa próspera estância balnear, sugeriu a demolição de sectores da vila que tinham crescido de forma pouco ordenada, criando assim um bairro balnear para banhistas abastados, a Avenida Mousinho de Albuquerque, que liga o Passeio Alegre à zona alta da cidade pelo Largo das Dores. Durante o século XX, algumas dessas mansões foram destruídos para dar lugar a casas multifamiliares. Ganhou um novo carácter, tornando-se numa avenida central de serviços e iniciou-se um programa de reabilitação no século XXI.